# Campeonato Mundial de Xadrez de 1910 (Lasker-Schlechter)
O Campeonato Mundial de Xadrez de 1910 foi a 9ª edição do Campeonato Mundial de Xadrez, disputada entre o desafiante Carl Schlechter e o atual campeão Emanuel Lasker em Viena e Berlim. Após uma série de empates, com apenas uma vitória para cada lado, Lasker manteve o seu título.

## A partida
Devido às dificuldades financeira de Schlechter de obter recursos para esta disputa, foi decidido que seriam disputados apenas 10 jogos. Assim como em outras edições o campeão jogaria pelo empate, e não haveria jogos extras de desempate. A disputa começou em 7 de janeiro sendo disputados 4 jogos em Viena e terminou no dia 10 de fevereiro de 1910 em Berlim.Após uma série de 8 vitórias, com Schlechter vencendo apenas 1 jogo, Lasker venceu o último e decisivo jogo e manteve seu título.

## Resultados
|                 | 1 | 2 | 3 | 4 | 5 | 6 | 7 | 8 | 9 | 10 | Pontos |
| --------------- | - | - | - | - | - | - | - | - | - | -- | ------ |
| Carl Schlechter | ½ | ½ | ½ | ½ | 1 | ½ | ½ | ½ | ½ | 0  | 5      |
| Emanuel Lasker  | ½ | ½ | ½ | ½ | 0 | ½ | ½ | ½ | ½ | 1  | 5      |

## Controvérsias

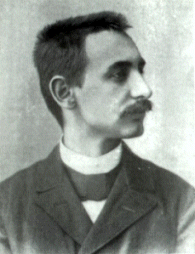
Carl Schlechter, o desafiante

### Disputa do título
A partida normalmente é considerada como do Campeonato Mundial, entretanto algumas fontes sugerem que o 10º jogo, não foi uma disputa pelo título conforme relatado por J.R. Buckley no American Chess Bulletin. Entretanto, como uma nota de rodapé no artigo, o autor adicionou uma citação de Lasker, que disse: "Sim, eu coloquei o título em disputa."
Por outro lado, no seu livro Le guide des échecs o autor Nicolas Giffard não expressa a menor dúvida de que a partida foi pelo título mundial mas aponta que em caso de vitória de Schlechter, haveria uma partida de revanche pelo título.

### Margem de 2 pontos de vantagem
Algumas fontes sugerem que Schlechter precisava vencer por uma margem de 2 pontos para vencer o título, pois no último jogo Schlechter lutou por uma vitória e depois perdeu uma oportunidade clara de empate, antes de perder o jogo. Os historiadores de dividem quanto a esta cláusula, Israel Horowitz, Nicolas Giffard e F. Wilson afirmam que a cláusula existiu. O pesquisador de xadrez Graeme Cree afirma,

"Ainda existem algumas dúvidas se existiu o não a cláusula de 2 pontos, e até onde eu sei, não existe uma prova positiva de que existiu. Mas a evidência do modo de jogar de Schlechter no último jogo e a dificuldade de imaginar Lasker arriscando o título numa série curta de partidas, sugerem que uma proteção extra é bem factível. Sem mencionar que as negociações para a partida Lasker-Capablanca no ano seguinte, incluiu esta cláusula."